# 梅里齿突蟾
梅里齿突蟾（学名：Scutiger meiliensis），一种于中国云南省西北部德钦县云岭乡雨崩村发现的两栖动物，隶属于角蟾科齿突蟾属。

## 物种对比
梅里齿突蟾与胸腺齿突蟾（Scutiger glandulatus）相似，但本种头较高，头长与头宽几乎相等；身体背面有排列较为规则的圆疣和短腺褶；胫背面和跗部外缘无腺体；雄性胸部具有2对刺团，小，前肢上臂和前臂内侧无细刺团，内侧2指婚刺细密。